# Diocesi di Adramittio
La diocesi di Adramittio (in latino Dioecesis Adramyttena) è una sede soppressa del patriarcato di Costantinopoli e una sede titolare della Chiesa cattolica.

## Storia
Adramittio, corrispondente a Edremit (Burhaniye-Kemer) in Turchia, è un'antica sede episcopale della provincia romana di Asia nella diocesi civile omonima. Faceva parte del patriarcato di Costantinopoli ed era suffraganea dell'arcidiocesi di Efeso. Adramittio appare in tutte le Notitiae Episcopatuum del patriarcato fino al XII secolo.
Nel libro degli Atti degli Apostoli (27,2), si racconta che l'apostolo Paolo parte per il suo ultimo viaggio in Italia su una nave proveniente da Adramittio.
Sono diversi i vescovi noti di questa antica diocesi. Elladio prese parte al concilio di Efeso del 431. Secondo Michel Le Quien, Aurelio partecipò al sinodo di Costantinopoli dove il 22 novembre 448 fu condannato l'archimandrita Eutiche; Aurelio fu in realtà vescovo di Adrumeto in Africa. Flaviano fu tra i padri del brigantaggio di Efeso del 449 durante il quale venne riabilitato il monaco Eutiche e condannato il patriarca Flaviano; non fu presente al concilio di Calcedonia del 451, ma nell'ultima sessione fu rappresentato dal suo metropolita, Stefano di Efeso, il quale firmò gli atti per Flaviano tramite Esperio di Pitane. Giuliano fu il destinatario di un'opera del metropolita Ipazio d'Efeso (circa 519-540/541), la cui datazione è sconosciuta, nella quale viene affrontato il tema del culto delle immagini.
Dai discorsi del logoteta Costantino Acropolite, vissuto tra XIII e XIV secolo, si conosce l'esistenza del santo vescovo Atanasio, originario di Derco in Tracia, ordinato vescovo di Adramittio in occasione di un suo viaggio in Asia, venerato come santo alla sua morte. Ignoto è il periodo in cui ha vissuto Atanasio; alcuni fragili argomenti a silentio presenti nel discorso, ossia l'assenza di persecuzioni pagane, delle controversie sulle immagini e delle invasioni arabe, possono datare il suo episcopato tra IV e VII secolo.
Teodoro prese parte al concilio ecumenico del 680, Basilio a quello dell'787 e Michele al concilio antifoziano dell'869. La sigillografia ha restituito i nomi di ben cinque vescovi, Sergio, Giorgio, Costantino, un anonimo e Giovanni, vissuti tra la prima metà dell'XI secolo e la metà del XIII secolo.
Gli ultimi vescovi conosciuti di Adramittio sono Gregorio e Giorgio, che presero parte ai sinodi convocati dai metropoliti ad Efeso rispettivamente nel 1167 e nel 1230; e Atanasio, attestato nel XIII secolo. In seguito all'occupazione della regione da parte dei Selgiuchidi e degli Ottomani, la diocesi venne soppressa e il suo territorio annesso a quello dell'arcidiocesi di Efeso.
Il 19 febbraio 1922 il patriarca di Costantinopoli ristabilì le sedi di Pergamo e di Adramittio, unite con il nome di «metropolia di Pergamo e Adramittio». Primo e unico titolare di questa sede fu Alexandros Dilanas (1922-1924). Infatti a causa della guerra greco-turca (1919-1922) e dello scambio di popolazioni tra Grecia e Turchia imposto dal trattato di Losanna del 1923, nel territorio della sede metropolitana non ci sono più cristiani ortodossi e di fatto la sede non è più attiva.
Dal XV secolo Adramittio è annoverata tra le sedi vescovili titolari della Chiesa cattolica; la sede è vacante dal 1º febbraio 1966. Molti titolari, specialmente dal XV al XVII secolo, furono vescovi suffraganei della diocesi di Augusta. L'ultimo vescovo titolare è stato il conventuale Nicola Agnozzi, vescovo ausiliare di Ndola dal 1962 al 1966.

## Cronotassi

### Vescovi greci
- Elladio † (menzionato nel 431)
- Flaviano † (prima di agosto 449 - dopo il 451)
- Giuliano † (circa 519 - 540/541)
- Atanasio † (tra IV e VII secolo)
- Teodoro † (menzionato nel 680)
- Basilio † (menzionato nel 787)
- Michele † (menzionato nell'869)
- Sergio † (inizio dell'XI secolo)[15]
- Giorgio † (metà dell'XI secolo)[16]
- Costantino † (metà dell'XI secolo)[17]
- Anonimo † (XI-XII secolo)[18]
- Giovanni † (seconda metà del XIII secolo)[19]
- Gregorio † (menzionato nel 1167)[20]
- Giorgio † (menzionato nel 1230)
- Atanasio † (XIII secolo)

### Vescovi titolari
- Andrea † (? deceduto)
- Heinrich Everwein, O.F.M. † (22 settembre 1414 - dopo il 1420 deceduto)
- Martino † (menzionato nel 1424)
- Johannes Heysterbach, O.P. † (10 febbraio 1436 - ? deceduto)
- Wilhelm Mader, O.Praem. † (29 marzo 1447 - 1450 deceduto)
- Martin Dieminger † (13 novembre 1450 - 18 luglio 1460 deceduto)
- Jodok Seitz, O. Praem. † (1460 - 23 gennaio 1471 deceduto)
- Jakob Goffredi † (13 maggio 1471 - 1473 deceduto)
- Ulrich Geislinger, O.F.M. † (23 marzo 1474 - 16 febbraio 1493 deceduto)
- Johannes Welmecher, O.F.M. † (18 giugno 1481 - ?)
- Johann Kerer † (5 maggio 1493 - 24 marzo 1507 deceduto)
- Heinrich Negelin (Nagele) † (6 dicembre 1506 - ottobre 1520 deceduto)
- Johann † (prima del 1550 - ? deceduto)
- Michael Dornvogel † (13 agosto 1554 - 1586 dimesso)
- Sebastian Breuning † (23 giugno 1586 - 14 febbraio 1618 deceduto)
- Peter Wall † (28 maggio 1618 - 5 luglio 1630 deceduto)
- Sebastian Müller † (28 aprile 1631 - 20 ottobre 1644 deceduto)
- Kaspar Zeiler † (30 gennaio 1645 - 4 luglio 1681 deceduto)
- John Leyburn † (24 agosto 1685 - 9 giugno 1702 deceduto)
- Dionisio Resino (Rezino) y Ormachea † (14 dicembre 1705 - 12 settembre 1711 deceduto)
- José Platas † (1º ottobre 1732 - 2 novembre 1745 deceduto)
- Pedro Ponce y Carrasco † (28 novembre 1746 - 20 dicembre 1762 nominato vescovo di Quito)
- Miguel Cilieza y Velasco † (22 aprile 1765 - 27 aprile 1767 nominato vescovo di Chiapas)
- Rafael Lasala Locela, O.S.A. † (14 dicembre 1767 - 15 marzo 1773 nominato vescovo di Solsona)[21]
- Szymon Michał Józef Arnolf Giedroyć † (20 agosto 1804 - 17 luglio 1838 succeduto vescovo di Samogizia)
- Michael von Deinlein † (27 giugno 1853 - 19 giugno 1856 nominato vescovo di Augusta)
- Vincenzo Cima † (19 giugno 1856 - 10 novembre 1867 deceduto)
- James Gibbons † (3 marzo 1868 - 30 luglio 1872 nominato vescovo di Richmond)
- Louis-Taurin Cahagne, O.F.M. Cap. † (21 marzo 1873 - 1º settembre 1899 deceduto)
- Clemente Coltelli, O.F.M. † (26 febbraio 1900 - 28 gennaio 1901 deceduto)
- Gabriel-Joseph-Elie Breynat, O.M.I. † (31 luglio 1901 - 11 dicembre 1939 nominato arcivescovo titolare di Garella)
- Joseph-Marie Trocellier, O.M.I. † (26 giugno 1940 - 27 novembre 1958 deceduto)
- Nicola Agnozzi, O.F.M. Conv. † (2 aprile 1962 - 1º febbraio 1966 nominato vescovo di Ndola)